# 受降城
受降城，汉朝初以接受匈奴贵族投降而建。唐朝又新修筑三受降城。
汉及三受降城皆筑于北纬40度线以北的河套北岸及漠南草原。
唐朝时亦单称河外三城，因后突厥汗国的兴起而由朔方节度使张仁愿修筑，成为阴山沿线黄河外侧驻防城群体。又与丰安军、定远军统称为河外五城。

## 历史

### 汉受降城
汉受降城位于秦汉长城以北，大致在朔方郡高阙关（今内蒙古乌拉特中旗石兰计的狼山山口）西北的漠南草原地带，于前105年为接受匈奴左大都尉投降而筑，是自西汉以来在文献所载的受降城中，唯一一座真正为接受敌人投降而建的受降城，也是距离最远的一座。北魏时称比干城，在北魏与柔然汗国的边界上，448年拓跋晃随其父北魏太武帝讨伐柔然，至汉受降城，不见柔然人，积粮于城内，置兵戍而班师。
汉受降城为公孙敖所筑，前105年乌维单于死，其子儿单于继位，其年冬匈奴遇大雪，牲畜多饥寒死，时匈奴部众不安，左大都尉欲杀儿单于詹师庐以降汉朝，遗使厂求派兵接应。汉朝遣公孙敖在塞外筑受降城，驻兵以接应左大都尉。前103年，汉朝遣赵破奴率2万余骑兵出朔方郡，至浚稽山（今蒙古国南戈壁省内）接迎左大都尉而班师。不料事泄，左大都尉为儿单于所杀，遂发左方兵攻汉朝接应兵。赵破奴反击胜利而向南退兵，至距受降城不远的地方，为8万匈奴骑兵所困，在出营寻找水源时被俘，其军恐返回后被处置，遂没于匈奴。儿单于欲乘胜攻汉受降城，盖因城坚固不能下，乃入汉朝边境掳掠而归。
汉受降城因筑于塞外，形成一座孤城，时而为汉匈二方所占有，前81年壶衍鞮单于恐汉朝袭击，遗9千骑兵屯受降城以备汉。不久为汉朝所占有，如前71年汉朝五路攻匈奴，田广明率4万骑兵出西河郡（今内蒙古鄂尔多斯东南），至受降城时恰好遇上受降都尉的葬礼。又前51年汉朝所拥护的呼韩邪单于自清居于汉外长城光禄塞附近，一旦有事退保汉受降城。汉朝遗董忠和韩昌率1.6万骑兵送呼韩邪单于出塞，并留卫单于，帮助平定内乱。随着郅支單于的西迁，以呼韩邪单于为首的匈奴集团，乃率部重归单于庭，匈奴内患遂定。此后至乌珠留若鞮单于，匈奴世代向汉朝称臣，汉朝北疆无战事。

### 唐受降城

#### 建立背景
681年阿史那伏念和阿史那温傅起兵叛唐不利遭镇压，唐朝遂斩以二人为首的54名叛唐要员于京师。682年其余部退保黑沙城（今内蒙古呼和浩特西北），继续复国活动，并频繁袭扰河东和河北等地区，至687年才开始撤出漠南向北延伸，随着后突厥汗国的巩固，自694年起开始南下犯边。时武氏与李氏旧党之争踊跃，唐朝采取先安内攘外政策，奉行退让放任的应对方针，加之不久后契丹和突骑施的起事，及和吐蕃争夺安西四镇，陷入四面作战的困境。685年同罗及仆固等铁勒诸部于漠北（今蒙古国）起兵响应阿史那氏，唐朝遗刘敬同发骑兵出居延海前往平叛，并于688年将安北都护府自漠北向南迁至同城守捉（今内蒙古阿拉善右旗）。

#### 筑三受降城
唐中宗景龙二年（708年），乘默啜可汗西征突骑施时，朔方军行军道大总管张仁愿于阴山以南、黄河以北筑三受降城，耗时2个月，并于牛头朝那山（今内蒙古土默特右旗西北）以北置烽候一千八百所，711年解琬又奏请裁减三受降城戍兵10万人。尽管营建三受降城之提议初遭唐休璟反对，但在张仁愿的反复坚持下，唐朝乃在此筑三受降城。此后一直隶属于朔方节度使，为河外五城中的三座。
716年默啜遭邻于靺鞨的拔曳固部众所杀，毗伽可汗继位，并开始对唐朝改善关系，此后频繁的战事才停止。直到840年回鹘汗国亡时，一直未能对唐朝造成较大威胁，但突厥的屡次崛起以及区域叛乱使得三受降城的战略地位十分重要。
三受降城虽冠以“受降”之名，但却不是为了接受突厥贵族投降而建的，而是外驻防城群体，与周边军镇、州形成中晚唐时期河套内外的防御体系，与三受降城与丰安军、定远军组成阴山-贺兰山一线的严密防线，每城相距约180里，被称为河外五城。带有突出的军事驻防性质，同时兼具多种其他功能，如军政中心，交通枢纽和经济中心。
唐朝在三受降城及其周围地区组织垦田，部分地解决了当地驻军的军粮供应和经费开支。自筑成后，又先后为安北都护府、单于都护府、天德军、振武军等重要军事机构的治所。唐朝立国之初主张不修筑长城，因此大规模构筑长城的活动并没有出现，在中国历史上实为罕见。相对而言，三受降城的规模要小得多，且所费人物财力不可同与秦、汉、北魏、北齐、北周、隋、金、西夏和明长城相比，又对悬远人烟稀少的边僵防御起到了积极作用。
乾元初（约759年），朔方节度使第一次划分后，三受降城于796年先后分属于天德军和振武军两个军镇。

#### 西城
西受降城，简称西城，位于今内蒙古巴彦淖尔市内，796年后分隶属于天德军。西城坐落在今内蒙古石兰计狼山山口南，黄河北岸渡口，控扼南北交通要冲，在三受降城中军事地位至为重要。建城伊始，安北都护府就自河西走廊的西安城（今甘肃民乐西北）迁入此城至721年为止，安史之乱之时，又随天德军都防御使被迁移至西城。727年起唐朝在西城设有互市之所，唐朝与突厥在此进行绢马交易。713年因西城南临乌加河，长期受河水冲刷而损坏；722年张说遂弃旧城，在其东侧另筑新城，张说督造的新西城，沿用至813年，后其西南城边再度遭黄河侧蚀而崩毁，唐朝将天德军治所迁移至天德军旧城。此后，西受降城的大城虽毁，小城仍好，留有驻军并未废弃。驻有兵7千马1.7千，安史之乱后有所略减。

#### 中城
中受降城，简称中城，位于今内蒙古包头市内，796年后分隶属于振武军，814年转隶于天德军。中城筑城之前，此地原有一座拂云堆神祠，南为黄河渡口金津，默啜可汗时突厥将领入寇，必先诣祠祭醉求福，牧马料兵后渡黄河。张仁愿筑三受降城时，以拂云堆神祠为中城，与东、西两城相去各4百余里，遥相应接。从722年至749年为止，中城为安北都护府的治所。驻有兵6千马2千，安史之乱后有所略减。

#### 东城
东受降城，简称东城，位于今内蒙古呼和浩特市内，796年后分隶属于振武军。东受降城构建告竣后，张仁愿便于此置振武军，至745年振武军被王忠嗣迁离。719年唐朝将单于都护府转隶于东城，次年又复置单于都护府。812年东城为黄河所毁，振武军节度使李光进上表修城兼理河防。825年振武军节度使张惟清将东城城址向北迁移，离开黄河，在绥远烽南侧构建新东城。841年至846年间在新东受降城西侧，增建一道月城，以保护饮用水源。驻有兵7千马1.7千，安史之乱后有所略减。

## 诗歌
受降城是中国古典诗歌的重要边塞意象之一，唐朝以来，尤为诗人喜爱。以受降城为题材的诗歌包括，江总《关山月》、聂夷中《古胡无人行》、周朴《塞上行》、窦弁《送刘公达判官赴天德军》、李益《夜上受降城闻笛》、刘沧《边思》、敖英《塞上曲》等。由于诗歌本身的含蓄多意性，负面影响不可小觑。

### 近代词典的误译
迄今为止，读者对诗歌特定话语的认读一直存在误解，不仅见于专业学者的研究文章，亦出现在一些大型工具书中：
- 《汉语大词典》：“受降城，城名，汉唐筑以接受敌人投降，故名。汉故城在今内蒙古乌拉特旗北，唐筑有三城，中城在朔州，西城在灵州，东城在胜州。”
- 《中国古今地名大辞典》：“汉受降城在今绥远境内乌喇特旗北，即汉九原北塞外，唐受降城有三，中城在朔州，西城在灵州，东城在胜州。”
- 《唐诗选》：“唐时受降城有中、东、西三城，这里指在灵州（今宁夏灵武）的西受降城。”
- 《中国历代文学作品选》：“武后时张仁愿筑东、西、中三座受降城，中受降城即汉五原郡，唐时设安北大都护府于其地。作者另有《盐州过胡儿饮马泉》。盐州也就是五原，可知，此诗所说乃是中受降城。”
- 《新选唐诗三百首》：“受降城，据《旧唐书·张仁愿传》：中城在朔州，西城在灵州，东城在胜州。《括地志》云：回乐峰在山西大同府西，隋榆林县地，唐故东胜州。据此，诗人登的是东受降城。”

### 别名
除了汉受降城及三受降城，唐朝时灵州（今宁夏吴忠西北古城镇）亦有“受降城”之别名；647年唐太宗曾在朔方节度使治所灵州大会铁勒诸部，被尊为天可汗，并设置六府七州，故灵州虽亦有受降城之称，但未专门因此重新筑城。天宝二年后，朔方节度使管辖三受降城。至宋元时期，灵州受降城之别名尚存。

## 遗址

### 汉受降城
汉受降城遗址为俄蒙考古队所发掘，位于今蒙古国南戈壁省瑙木冈县的巴音布拉格古城址，该遗址中出土了不少西汉时期军用文物，包括青铜器、陶瓷、生铁、弩机、铜镞、盖弓帽、五铢钱等等。其中附近最大的土丘，被断定为汉受降都尉的墓葬，死于前71年。

### 西受降城
西受降城的遗址，存在不同观点，王北辰判定在今内蒙古临河市东北的八一乡丰收村古城，然而经分析应位于今内蒙古乌拉特中旗石兰计乡与临河市古城乡间的乌加河北岸某处。